# Kaori Takahashi
Kaori Takahashi (Iwate, 30 de março de 1974) é uma ex-nadadora sincronizada japonesa, medalhista olímpica por cinco oportunidades.

## Carreira
Kaori Takahashi representou seu país nos Jogos Olímpicos de 1996, ganhando a medalha de bronze por equipes. 